# Pierre-Louis Roederer

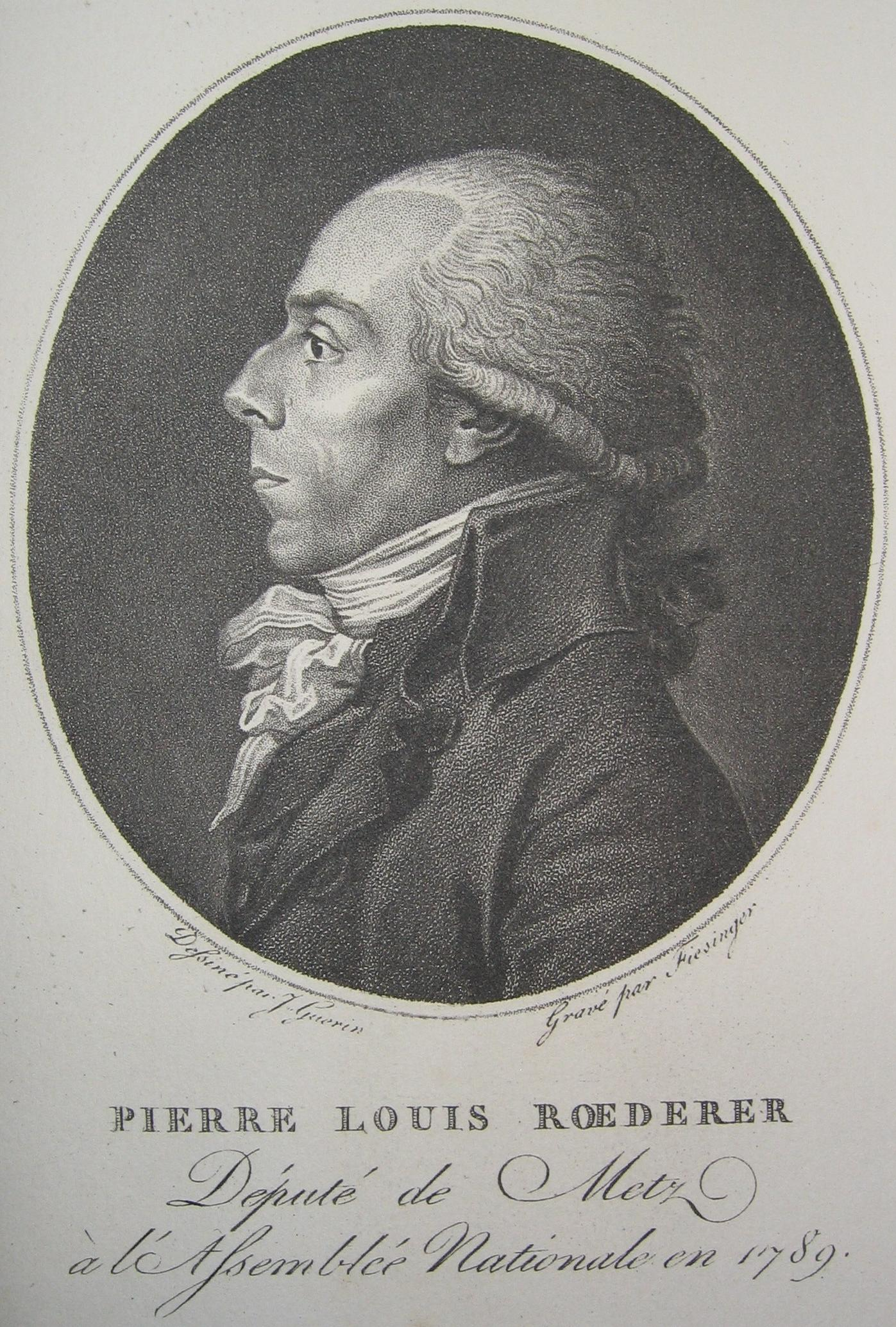
Pierre-Louis Roederer in 1789

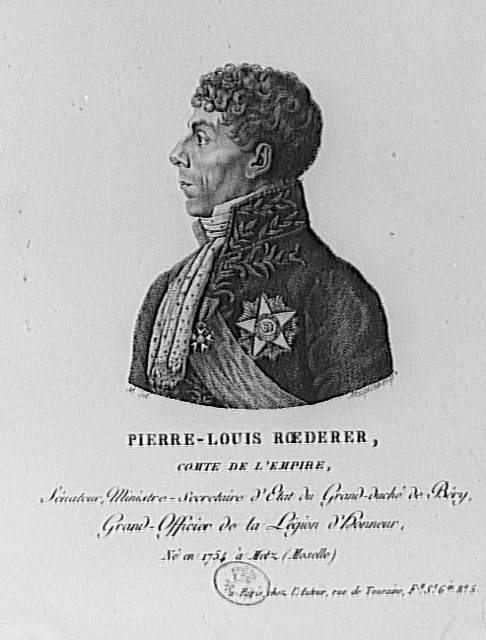
Pierre-Louis Roederer met de grote ster van de Orde van de Beide Siciliën.

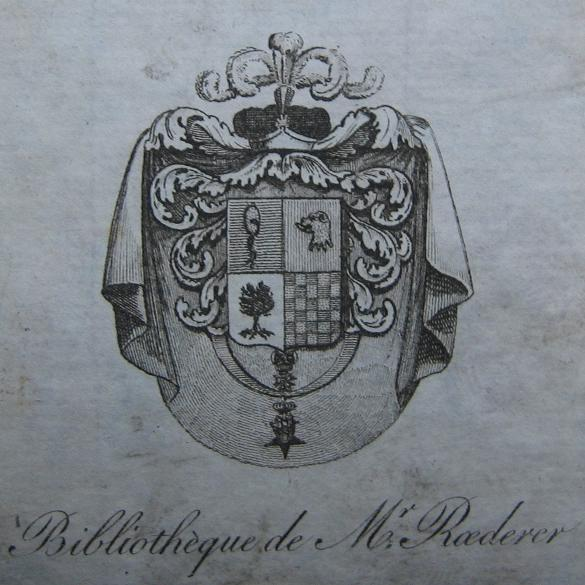
Napoleontisch wapen van Roederer met het Legioen van Eer en de Koninklijke Orde van de Beide Siciliën.

Pierre-Louis Roederer (Metz, 15 februari 1754 – Bursard, 17 december 1835) was een Frans econoom, politicus, diplomaat en historicus. Hij was politiek actief tijdens de revolutie en de Eerste Franse Republiek. In het Eerste Keizerrijk was hij een van de vertrouwde bestuurders en medewerkers van Napoleon.
De rijke zoon van een magistraat kocht in 1779 voor 32000 Livres een zetel in het Parlement van Metz. Hij was bij de aanvang van de revolutie een van de parlementariërs die de cahiers met remonstranties, breed levende klachten over het bestuur, opstelden voor de door Lodewijk XVI bijeengeroepen Staten-Generaal.
De jonge econoom was een bewonderaar van Adam Smith en schreef in 1787 een boek met de titel Suppression des douanes intérieures over de hopeloos achterhaalde en economisch verlammende interne Franse tolgrenzen. Het boek ging in op de principes van moderne economie en moderne belastingheffing. 
In 1788 volgde een radicaal pamflet Députation aux États généraux. Dat maakte zo'n indruk dat de Derde Stand van Metz hem als afgevaardigde naar de Staten Generaal in Versailles stuurde. De schilder Jacques-Louis David schilderde Roederer als een van de aanwezigen bij de Eed in de Kaatsbaan in juni 1789. Dat is historisch onjuist, Roererer was niet aanwezig. 
In de Constituante was de Jacobijn Roederer lid van de Commissie voor Belastingen, het "comité des contributions". Hij maakte voorstellen voor nieuw beleid en wist de instelling van inkomstenbelasting te voorkomen. Ook aan de wetgeving rond het nieuwe papiergeld, de assignaten werkte Roederer mee. Toen de gekochte zetels in de regionale  parlementen werden opgeheven werd Roederer gecompenseerd, hij werd in staat gesteld om voor 33000 francs genationaliseerde kerkelijke goederen te kopen. Roederer bleef een rijk man en bewoonde in Parijs het Hôtel de La Vaupalière.  
Roederer was een van de parlementariërs die Lodewijk XVI, Marie Antoinette en hun familie het leven hebben gered toen de Tuilerieën in 1791 door de Parijse secties werden bestormd. Roederer bracht hen naar de vergadering van de Nationale Vergadering waar ze veilig waren. 
Tijdens de meest gevaarlijke periode van de Franse Revolutie was Roederer een journalist die Sieyès steunde.  In de gevaarlijkste dagen dook Roederer onder in Metz. Hij stemde niet over het doodvonnis van Lodewijk XVI.
In 1796 werd Roederer lid van de Académie française. Hij bezette de stoel van Nicolas Chamfort. Roederer was een van de mannen die Napoleon Bonaparte aan de macht brachten. 
Eerste Consul Bonaparte maakte hem Senator en Staatsraad.
In 1800 was Roederer Frans ambassadeur in de Bataafse Republiek en in Zwitserland. Hij was een van de grondleggers van het Legioen van Eer waarvan hij in 1803 Légionair en in 1807 Grootofficier werd.
Napoleon gebruikte zijn bekwame administrateur om orde te scheppen in de van het Keizerrijk afhankelijke gebieden. Roederer werd Minister van Financiën in Napels, raadsman van Joseph Bonaparte in Spanje, bestuurder van het Groothertogdom Berg en Keizerlijk Administrateur van Zuid-Frankrijk.
Roederer was Grootofficier in het Legioen van Eer, Grootkruis in de Orde van de Reünie en Groot-Dignitaris in de Orde van de Beide Siciliën.
In 1813 koos Roederer de zijde van de Restauratie en van Lodewijk XVIII. Hij werd een Graaf en Pair van Frankrijk.
Na de Honderd Dagen viel Roererer in ongenade. Hij verloor zijn adeldom en (net als "het lid Bonaparte") zijn zetel in de Académie française. Pas in 1832 werd hij weer in zijn adellijke rechten hersteld. Hij werd gekozen in de Académie des sciences morales et politiques van het Institut de France.
Pierre-Louis Roederer ligt begraven op Père-Lachaise. Op zijn monument staat de volgende inscriptie: "Pierre Louis Roederer, né à Metz le 15 février 1754, décédé à Paris le 15 décembre 1835. / Comte, grand officier de la légion d'honneur, grand-croix de l'ordre impérial de la réunion, grand dignitaire de l'ordre des Deux-Siciles. Son fils, sa belle-fille, son gendre, ses petits-enfants aimants et reconnaissants. Concession perpétuelle. / Parlement de Metz, Assemblée constituante, administration du département de Paris, Institut, Conseil d'Etat, direction de l'instruction publique, missions diplomatiques, Sénat, ministre des finances du royaume de Naples, secrétairerie d'Etat du grand-duché de Berg, commissions extraordinaires impériales, pairie. / Economie politique, histoire, littérature, philosophie, morale."

## Werk
- Dialogue concernant le colportage des marchandises (1783)
- En quoi consiste la prospérité d'un pays (1787)
- De la députation aux États généraux (1788)
- Discours de M. Rœderer, conseiller au parlement de Metz, prononcé a l'Assemblée nationale, a la séance du 17 novembre, au soir (1789)
- Observations sur l'élection d'un prétendu député de la ville de Metz aux États-généraux (1789)
- De la propriété considérée dans ses rapports avec les droits politiques (1792)
- Discours de M. Rœderer, prononcé à la Société des amis de la constitution, dans sa séance du dimanche 22 avril 1792, l'an 4e. de la liberté (1792)
- Mémoires sur l'administration du département de Paris (1795)
- Des institutions funéraires convenables à une république (1795)
- De l'intérêt des comités de la Convention (1795)
- Mémoires d'économie publique, de morale et de politique. Tome premier (2 delen, 1799)
- De la philosophie moderne et de la part qu'elle a eue à la Révolution francaise, ou, Examen de la brochure publiée par Rivarol sur la philosophie moderne (1799)
- Opuscules de littérature et de philosophie (3 delen, 1800-04)
- Discours sur le droit de propriéte, lus au Lycée les 9 décembre 1800 et 18 janvier 1801 (1801)
- La première et deuxième année du Consulat de Bonaparte (1802)
- Petits écrits concernant de grands écrivains (1803)
- Observations morales et politiques sur les journaux détracteurs du 18e siècle, de la philosophie & de la Révolution (1805)
- Louis XII (1820)
- Louis XII et François Ier", ou Mémoires pour servir à une nouvelle histoire de leur règne. Tome premier; Tome second; Tome troisième (1825-1833)
- Comédies historiques, de Louis XII à la mort de Henri IV (3 delen, 1827-30) :
  - Le Marguillier de Saint-Eustache (1819)
  - Le Fouet de nos pères
  - La Saint Barthélémy
- Les deux premières années du consulat de Bonaparte (1821)
- Comédies historiques (1827, nouvelle édition), Bevat: Le marguillier de Saint Eustache. Le fouet de nos pères, ou l'éducation de Louis XII en 1469. Le diamant de Charles-Quint. La mort de Henri IV, fragment d'histoire dialogué
- Conséquences du système de Cour établi sous François Ier (1830)
- Nouvelles bases d'élection (1830)
- Le budget de Henri, III, ou, Les premiers Etats de Blois, comédie historique; précédée d'une dissertation sur la nature des querres qu'on a qualifiées de querres de religion dans le seizième siècle; suivie d'une notice nouvelle sur la vie de Henri III (1830)
- L'Esprit de la Révolution de 1789, 235 p., Paris, 1831
- Chronique de cinquante jours, du 20 juin au 10 août 1792, rédigée sur pièces authentiques, 456 p., Paris, 1832
- Adresse d'un constitutionnel aux constitutionnels (1835)
- Mémoires pour servir l'histoire de la société polie en France (1835)
- Œuvres du comte P. L. Rœderer. Tome premier; Tome second; Tome troisième; Tome quatrième; Tome cinquième; Tome septième Tome huitième (publiée pas son fils, 1853-1859) (8 delen)